# Olympische Sommerspiele 2012/Teilnehmer (Tadschikistan)
| Gelbes Symbol für Goldmedaillen mit stilisierten Olympischen Ringen | Graues Symbol für Silbermedaillen mit stilisierten Olympischen Ringen | Braundes Symbol für Bronzemedaillen mit stilisierten Olympischen Ringen |
| ------------------------------------------------------------------- | --------------------------------------------------------------------- | ----------------------------------------------------------------------- |
| —                                                                   | —                                                                     | 1                                                                       |

Tadschikistan nahm 2012 in London zum fünften Mal an Olympischen Sommerspielen teil. Das Nationale Olympische Komitee nominierte 16 Athleten in 7 Sportarten.

## Teilnehmer nach Sportarten

### Boxen
| Athleten            | Wettbewerb                  | 1. Runde           | 1. Runde | Achtelfinale  | Achtelfinale  | Viertelfinale | Viertelfinale | Halbfinale    | Halbfinale    | Finale        | Finale        | Rang          |
| Athleten            | Wettbewerb                  | Gegner             | Ergebnis | Gegner        | Ergebnis      | Gegner        | Ergebnis      | Gegner        | Ergebnis      | Gegner        | Ergebnis      | Rang          |
| ------------------- | --------------------------- | ------------------ | -------- | ------------- | ------------- | ------------- | ------------- | ------------- | ------------- | ------------- | ------------- | ------------- |
| Frauen              |                             |                    |          |               |               |               |               |               |               |               |               |               |
| Mawsuna Tschorijewa | Leichtgewicht bis 60 kg     | -                  | -        | Freilos       | Freilos       | Cheng Dong    | 13 - 8        | Katie Taylor  | 9 - 17        | -             | -             | Bronze        |
| Männer              |                             |                    |          |               |               |               |               |               |               |               |               |               |
| Sobirdzhon Nazarov  | Mittelgewicht bis 75 kg     | Mujandjae Kasuto   | 8-11     | ausgeschieden | ausgeschieden | ausgeschieden | ausgeschieden | ausgeschieden | ausgeschieden | ausgeschieden | ausgeschieden | ausgeschieden |
| Dschahon Qurbonow   | Halbschwergewicht bis 81 kg | Yahia El-Mekachari | 8-16     | ausgeschieden | ausgeschieden | ausgeschieden | ausgeschieden | ausgeschieden | ausgeschieden | ausgeschieden | ausgeschieden | ausgeschieden |
| Anvar Yunusov       | Bantamgewicht bis 56 kg     | Freilos            | Freilos  | Óscar Valdez  | 7-13          | ausgeschieden | ausgeschieden | ausgeschieden | ausgeschieden | ausgeschieden | ausgeschieden | ausgeschieden |

### Judo
| Athleten       | Wettbewerb       | 1. Runde       | 1. Runde    | Achtelfinale         | Achtelfinale  | Viertelfinale | Viertelfinale | Hoffnungsrunde Halbfinale | Hoffnungsrunde Halbfinale | Halbfinale    | Halbfinale    | Hoffnungsrunde Finale | Hoffnungsrunde Finale | Finale        | Finale        | Rang          |
| Athleten       | Wettbewerb       | Gegner         | Ergebnis    | Gegner               | Ergebnis      | Gegner        | Ergebnis      | Gegner                    | Ergebnis                  | Gegner        | Ergebnis      | Gegner                | Ergebnis              | Gegner        | Ergebnis      | Rang          |
| -------------- | ---------------- | -------------- | ----------- | -------------------- | ------------- | ------------- | ------------- | ------------------------- | ------------------------- | ------------- | ------------- | --------------------- | --------------------- | ------------- | ------------- | ------------- |
| Männer         |                  |                |             |                      |               |               |               |                           |                           |               |               |                       |                       |               |               |               |
| Rassul Boqijew | Klasse bis 73 kg | Danny Williams | 1001 - 000  | Navroʻz Joʻraqobilov | 1001 - 0001   | Riki Nakaya   | 0002 - 0011   | Ugo Legrand               | 0002 - 001                | ausgeschieden | ausgeschieden | ausgeschieden         | ausgeschieden         | ausgeschieden | ausgeschieden | 7             |
| Parwis Sobirow | Klasse bis 90 kg | Roberto Meloni | 0101 - 0013 | ausgeschieden        | ausgeschieden | ausgeschieden | ausgeschieden | ausgeschieden             | ausgeschieden             | ausgeschieden | ausgeschieden | ausgeschieden         | ausgeschieden         | ausgeschieden | ausgeschieden | ausgeschieden |

### Leichtathletik
Laufen und Gehen
| Athleten                | Wettbewerb | Vorlauf | Vorlauf | Halbfinale    | Halbfinale    | Finale        | Finale        | Rang          |
| Athleten                | Wettbewerb | Zeit    | Rang    | Zeit          | Rang          | Zeit          | Rang          | Rang          |
| ----------------------- | ---------- | ------- | ------- | ------------- | ------------- | ------------- | ------------- | ------------- |
| Frauen                  |            |         |         |               |               |               |               |               |
| Wladislawa Owtscharenko | 200 m      | 24,39 s | 9       | ausgeschieden | ausgeschieden | ausgeschieden | ausgeschieden | ausgeschieden |

Springen und Werfen
| Athleten         | Wettbewerb   | Qualifikation | Qualifikation | Finale     | Finale | Rang |
| Athleten         | Wettbewerb   | Weite/Höhe    | Rang          | Weite/Höhe | Rang   | Rang |
| ---------------- | ------------ | ------------- | ------------- | ---------- | ------ | ---- |
| Männer           |              |               |               |            |        |      |
| Dilschod Nasarow | Hammerwerfen | 75,91 m       | 8             | 73,80 m    | 10     | 10   |

### Ringen
| Athleten            | Wettbewerb       | 1. Runde                 | 1. Runde | Achtelfinale           | Achtelfinale  | Viertelfinale | Viertelfinale | Halbfinale    | Halbfinale    | Hoffnungsrunde Viertelfinale | Hoffnungsrunde Viertelfinale | Hoffnungsrunde Halbfinale | Hoffnungsrunde Halbfinale | Hoffnungsrunde Finale | Hoffnungsrunde Finale | Finale        | Finale        | Rang          |
| Athleten            | Wettbewerb       | Gegner                   | Ergebnis | Gegner                 | Ergebnis      | Gegner        | Ergebnis      | Gegner        | Ergebnis      | Gegner                       | Ergebnis                     | Gegner                    | Ergebnis                  | Gegner                | Ergebnis              | Gegner        | Ergebnis      | Rang          |
| ------------------- | ---------------- | ------------------------ | -------- | ---------------------- | ------------- | ------------- | ------------- | ------------- | ------------- | ---------------------------- | ---------------------------- | ------------------------- | ------------------------- | --------------------- | --------------------- | ------------- | ------------- | ------------- |
| Freistil Männer     |                  |                          |          |                        |               |               |               |               |               |                              |                              |                           |                           |                       |                       |               |               |               |
| Jussuf Abdussalomow | Klasse bis 84 kg | Gadzhimurad Nurmagomedov | 1 - 3 PP | ausgeschieden          | ausgeschieden | ausgeschieden | ausgeschieden | ausgeschieden | ausgeschieden | ausgeschieden                | ausgeschieden                | ausgeschieden             | ausgeschieden             | ausgeschieden         | ausgeschieden         | ausgeschieden | ausgeschieden | ausgeschieden |
| Rustam Iskandari    | Klasse bis 96 kg | Freilos                  | Freilos  | Valerii Andriitsev     | 1 PP - 3      | ausgeschieden | ausgeschieden | ausgeschieden | ausgeschieden | ausgeschieden                | ausgeschieden                | ausgeschieden             | ausgeschieden             | ausgeschieden         | ausgeschieden         | ausgeschieden | ausgeschieden | ausgeschieden |
| Nikolai Nojew       | Klasse bis 55 kg | Radoslav Velikov         | 0 PO - 3 | ausgeschieden          | ausgeschieden | ausgeschieden | ausgeschieden | ausgeschieden | ausgeschieden | ausgeschieden                | ausgeschieden                | ausgeschieden             | ausgeschieden             | ausgeschieden         | ausgeschieden         | ausgeschieden | ausgeschieden | ausgeschieden |
| Selimchon Jussufow  | Klasse bis 66 kg | Alan Gogajew             | 3 - 0 PO | Haislan Veranes Garcia | 1 PP - 3      | ausgeschieden | ausgeschieden | ausgeschieden | ausgeschieden | ausgeschieden                | ausgeschieden                | ausgeschieden             | ausgeschieden             | ausgeschieden         | ausgeschieden         | ausgeschieden | ausgeschieden | ausgeschieden |

### Schießen
| Athleten       | Wettbewerb       | Qualifikation | Qualifikation | Finale        | Finale        | Ringe | Rang |
| Athleten       | Wettbewerb       | Ringe         | Rang          | Ringe         | Rang          | Ringe | Rang |
| -------------- | ---------------- | ------------- | ------------- | ------------- | ------------- | ----- | ---- |
| Männer         |                  |               |               |               |               |       |      |
| Sergey Babikov | Luftpistole 10 m | 562           | 44            | ausgeschieden | ausgeschieden | 562   | 44   |

### Schwimmen
| Athleten           | Wettbewerb    | Vorlauf | Vorlauf | Halbfinale    | Halbfinale    | Finale        | Finale        | Rang |
| Athleten           | Wettbewerb    | Zeit    | Rang    | Zeit          | Rang          | Zeit          | Rang          | Rang |
| ------------------ | ------------- | ------- | ------- | ------------- | ------------- | ------------- | ------------- | ---- |
| Frauen             |               |         |         |               |               |               |               |      |
| Katerina Ismailowa | 50 m Freistil | 31,27 s | 60      | ausgeschieden | ausgeschieden | ausgeschieden | ausgeschieden | 60   |

### Taekwondo
| Athleten         | Wettbewerb        | Achtelfinale    | Achtelfinale | Viertelfinale | Viertelfinale | Halbfinale    | Halbfinale    | Hoffnungsrunde Halbfinale | Hoffnungsrunde Halbfinale | Hoffnungsrunde Finale | Hoffnungsrunde Finale | Finale        | Finale        | Rang |
| Athleten         | Wettbewerb        | Gegner          | Ergebnis     | Gegner        | Ergebnis      | Gegner        | Ergebnis      | Gegner                    | Ergebnis                  | Gegner                | Ergebnis              | Gegner        | Ergebnis      | Rang |
| ---------------- | ----------------- | --------------- | ------------ | ------------- | ------------- | ------------- | ------------- | ------------------------- | ------------------------- | --------------------- | --------------------- | ------------- | ------------- | ---- |
| Männer           |                   |                 |              |               |               |               |               |                           |                           |                       |                       |               |               |      |
| Farchod Negmatow | Klasse bis 80 kg  | Lutalo Muhammad | 1:7          | ausgeschieden | ausgeschieden | ausgeschieden | ausgeschieden | ausgeschieden             | ausgeschieden             | ausgeschieden         | ausgeschieden         | ausgeschieden | ausgeschieden | 11   |
| Alischer Gulow   | Klasse über 80 kg | Carlo Molfetta  | 3:7          | ausgeschieden | ausgeschieden | ausgeschieden | ausgeschieden | Liu Xiaobo                | 1:6                       | ausgeschieden         | ausgeschieden         | ausgeschieden | ausgeschieden | 7    |